# Juscelinomys candango
El Ratón Candango (Juscelinomys candango) era una especie de roedor de la familia Cricetidae. Endémica del Brasil. Se conoce solo la ubicación del tipo: Parque Zoobotanico, Brasil. El único registro se hizo en 1960. Se considera extinto al haberse desarrollado la ciudad de Brasilia en el que era su hábitat.